# مرقد مشهد أردهال
مرقد مشهد أردهال (بالفارسية: امامزاده مشهد اردهال) هو مرقد شيعي تاريخي، ويقع في مشهد أردهال. يقع ضريح سهراب سبهري أيضًا في هذا المرقد.